# 視丘腹侧核群
腹側核群（英語：ventral nuclear group）是位於視丘腹側的核群，根據MeSH的資料，腹側核群細分為以下幾個部分：
- 腹前核
- 腹外側核
- 腹後核：由腹後外側核（英语：Ventral posterolateral nucleus）（VPL）及腹後內側核（英语：Ventral posteromedial nucleus）（VPM）組成。